# 旧大陆鹫类

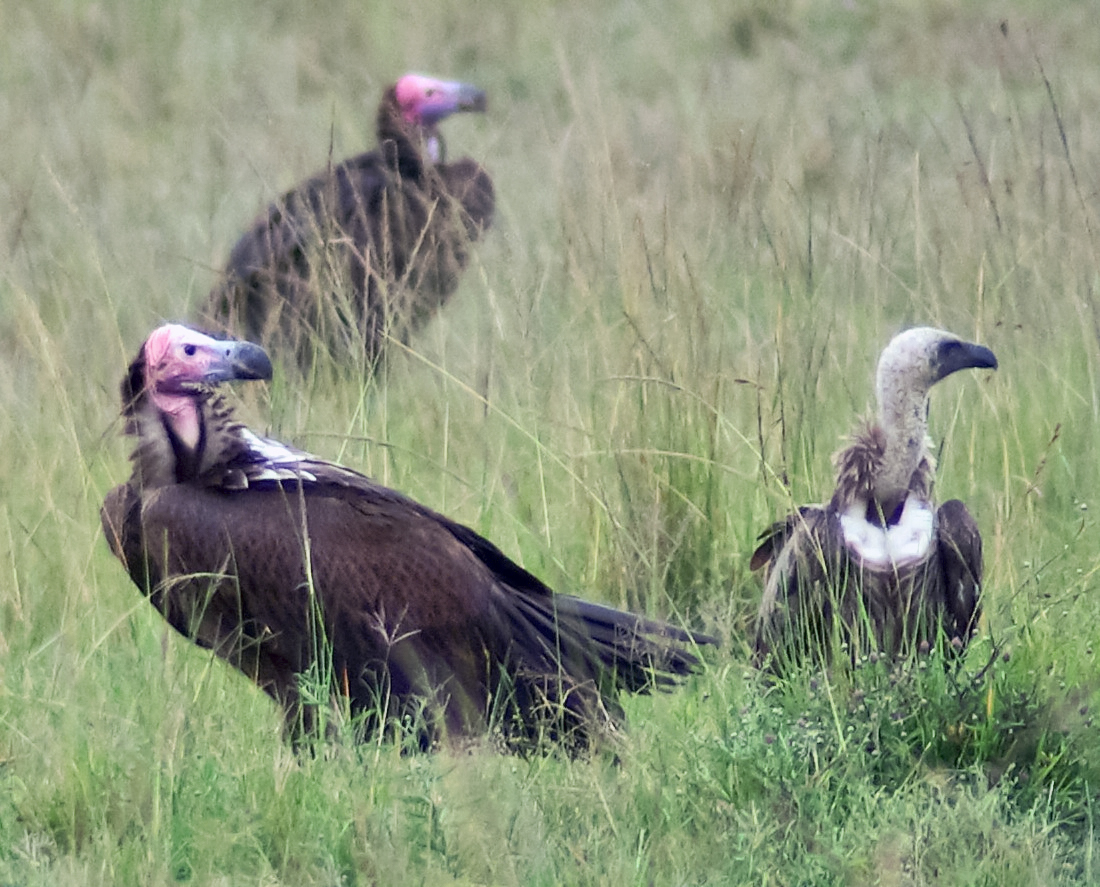
白背兀鷲（Gyps africanus）為舊大陸鷲類的一種

舊大陸鷲类（Old World vultures）是生存於歐洲、亞洲與非洲上的鷲类。為鷹科中的禿鷲亞科與胡兀鷲亞科的鳥類。
雖然新大陸鷲类與舊大陸鷲类外表相似，但牠們並非近親。牠們的相似性是來自趨同演化。